# Хисар (Марвинци)
Вижте пояснителната страница за други значения на Хисар.
Хисар (на македонска литературна норма: Исар) е антично селище и крепост над валандовското село Марвинци, Северна Македония. Според Виктория Соколовска това е локацията на античния град Добер.
Археологическият обект от римско време е известен в началото на XX век като Евит Хисар. Хисарът е разположен на рид югозападно над Марвинци, достъпен от юг през широко седло. Оттук в античността е минавал пътят от акропола през южния некропол към Гърчище (Глоска чука) и Вардар, която тук има твърдо каменисто дъно и може да бъде пресичана. От другите три страни склоновете към Хисара са стръмни. Селището е от разпръснат тип. Най-компактен с жилищните си сгради е акрополът, който се намира на най-високата кота от 131 m надморска височина. Жилищните сгради са подпрени на скалите, които понякога са изсичани за да се постигне стабилност. Некрополите от различните хронологични периоди са разпръснати на огромна площ около целия град, допрени до последните къщи.
Основното занимание на жителите му е земеделие и животновъдство, за което свидетелства изразеното присъствие на питоси за складиране на жита из селището на всички хоризонти от ранната желязна епоха, през ранната античност, елинистическата епоха и особено в късната античност. Селището се снабдявало с вода за пиене от изворите край Янова чешма, а за напояване от Вардар. През ранноримската епоха е изградена водопроводна система, като водата е доведена от Врежи дол. Изградени са и градски терми.